# Adixoa trizonata
Adixoa trizonata is een vlinder uit de familie wespvlinders (Sesiidae), onderfamilie Sesiinae.
Adixoa trizonata is voor het eerst wetenschappelijk beschreven door Hampson in 1900. De soort komt voor in het Oriëntaals gebied.